# قینرجه سفلی
قینرجه سفلی یکی از روستاهای استان آذربایجان شرقی است که در دهستان چاراویماق جنوب شرقی بخش شادیان شهرستان چاراویماق واقع شده‌است.این روستا ۱۰۰ نفر جمعیت دارد.